# تاریخ طبیعی (پلینی)

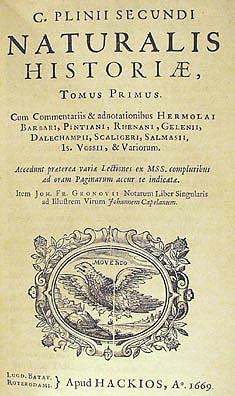
تاریخ طبیعی، ویرایش ۱۶۶۹، صفحهٔ عنوان. عنوان در بالا آورده‌است: «جلد یک از تاریخ طبیعی گایوس پلینیوس دوم»

تاریخ طبیعی (به لاتین: Naturalis Historia) دانشنامه‌ای به زبان لاتین است که در حدود سال‌های ۷۷ تا ۷۹ میلادی به‌دست پلینی بزرگ تألیف شد. این اثر یکی از بزرگ‌ترین کارهای منفرد است که از زمان امپراتوری روم تا دوران نوین به جا مانده‌است و حاکی از این است که همهٔ حوزه‌های دانش باستان را بر پایهٔ بهترین مراجع موجود برای پلینی پوشش داده‌است.
این اثر از نظر گستردگی دامنهٔ موضوع، نیاز به ارجاع به نویسندگان اصلی، و فهرست جامع از همهٔ محتویات، به الگویی برای دانشنامه‌های بعدتر تبدیل شد. این اثر به امپراتور تیتوس، پسر دوست صمیمی پلینی، امپراتور وسپاسیان، و در اولین سال حکومت تیتوس اعطا شد. این تنها اثر از پلینی است که بجا مانده، و آخرین اثر تألیفی اوست، که به دلیل مرگ ناگهانی او در فوران کوه وزوو در سال ۷۹ میلادی فاقد یک بازبینی نهایی است.

پلینی در کتاب تاریخ طبیعی (XXVIII, 7-12) بیان می‌کند که بیماری چشم ممکن است با مسح چشم‌ها با بزاق درمان شود. «بزاق زن ناشتا برای چشم‌های خون آلود بسیار مؤثر است، به ویژه اگر زن روز قبل از خوردن غذا و شراب پرهیز کرده باشد.»